# Hans-Jürgen Behrendt

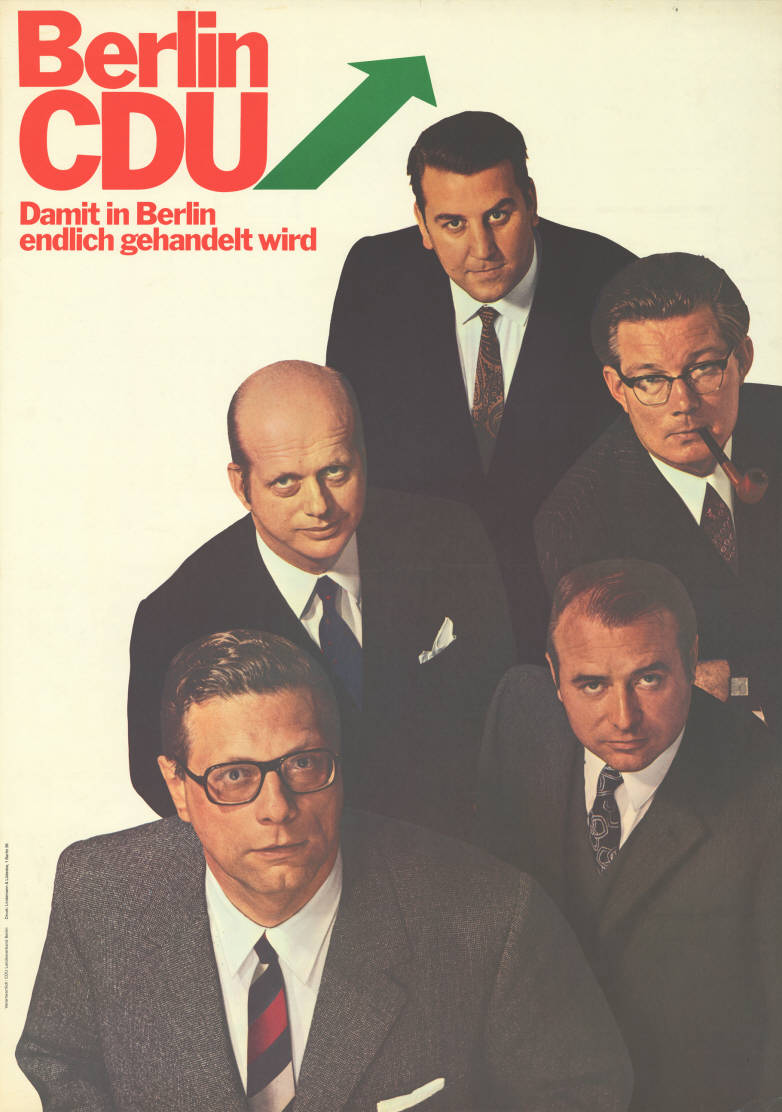
Mitte links: Hans-Jürgen Behrendt, ganz oben: Karl-Heinz Schmitz, Mitte rechts: Ernst Benda, unten: Peter Lorenz und Heinrich Lummer (Plakat zur Wahl zum Abgeordnetenhaus 1971)

Hans-Jürgen Behrendt (* 11. Juni 1917 in Danzig; † 5. Juni 2009 in Berlin) war ein deutscher Arzt und Politiker (CDU).

## Leben und Beruf
Nach dem Abitur am Askanischen Gymnasium in Berlin-Kreuzberg nahm Behrendt ein Studium der Medizin in Tübingen, Hamburg und Berlin auf, welches er 1941 mit der Promotion zum Dr. med. beendete. Anschließend nahm er als Sanitätsoffizier und Truppenarzt am Zweiten Weltkrieg teil und wurde an der Ostfront eingesetzt.
Nach dem Kriegsende war Behrendt zunächst beim Landesgesundheitsamt Thüringen beschäftigt. 1945/46 war er Leiter des Referats Ortschaftshygiene der Gesundheitsverwaltung der Sowjetischen Besatzungszone. Später arbeitete er als Amtsarzt in Berlin-Charlottenburg und wurde Mitglied des Deutschen Ärztetags.

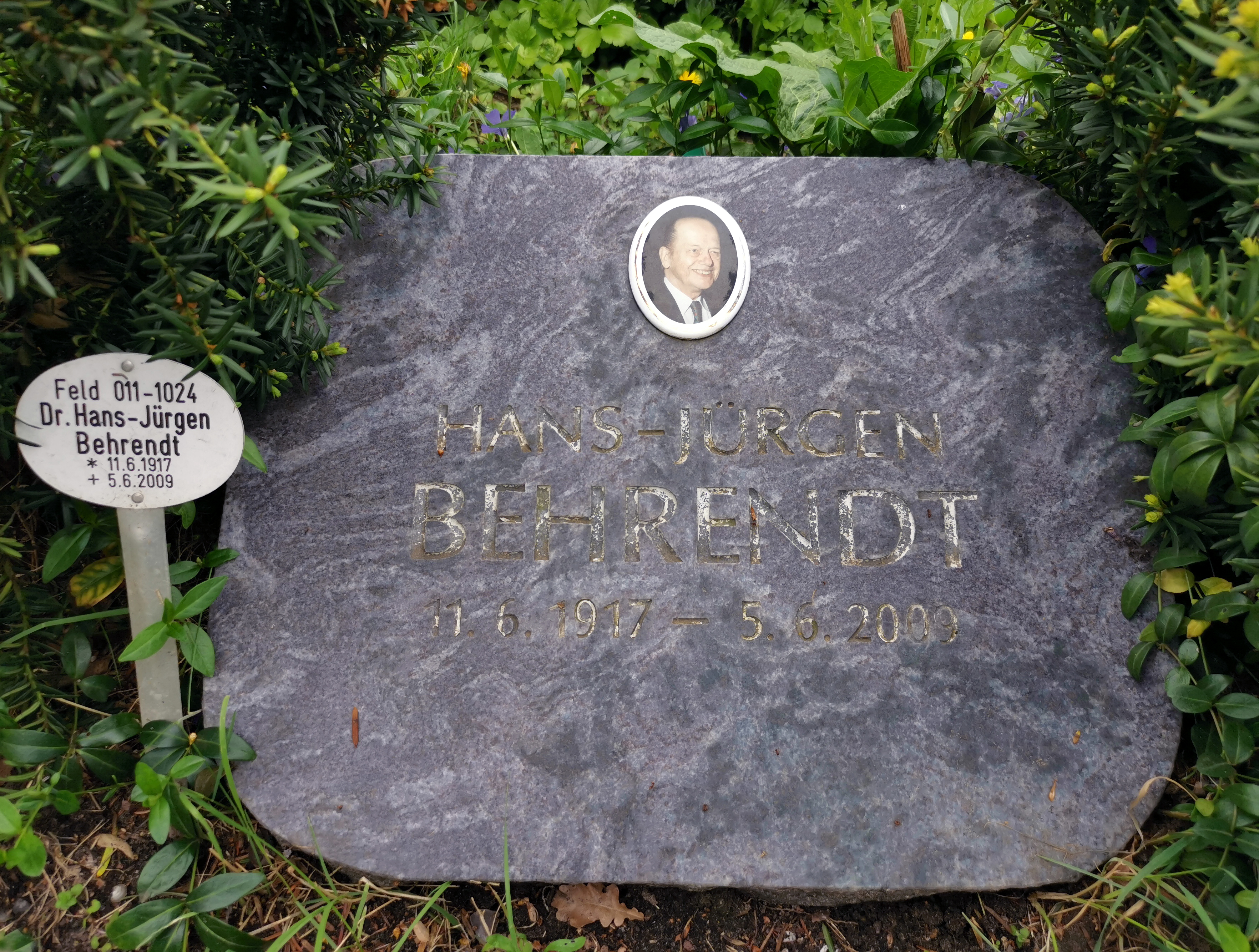
Grab auf dem Friedhof Zehlendorf

Seine letzte Ruhestätte fand Hans-Jürgen Behrendt auf dem Friedhof Zehlendorf (Feld 011-1024).

## Partei
Behrendt war seit 1945 Mitglied der CDU. Er war von 1965 bis 1967 Kreisvorsitzender der Partei in Charlottenburg und gleichzeitig stellvertretender Parteivorsitzender des Berliner Landesverbands.

## Abgeordneter
Behrendt war Bezirksstadtrat in Charlottenburg und 1951/52 sowie von 1963 bis 1975 Mitglied des Berliner Abgeordnetenhauses.

## Öffentliche Ämter
Nach dem Tod von Hans Schmiljan 1961 wurde Behrendt vom Berliner Abgeordnetenhaus zum Senator für Gesundheitswesen gewählt und gehörte dem vom Regierenden Bürgermeister Willy Brandt (SPD) geführten Senat an. Aufgrund der Wahlniederlage der CDU bei den Wahlen zum Abgeordnetenhaus am 17. Februar 1963 und dem Bruch der Großen Koalition schied er am 11. März 1963 wieder aus dem Amt.

## Ehrungen
- 1968: Bundesverdienstkreuz am Bande
- 1973: Bundesverdienstkreuz 1. Klasse
- 1977: Großes Bundesverdienstkreuz
- 1982: Stadtältester von Berlin